# Drosanthemum floribundum
Drosanthemum floribundum és una espècie de planta suculenta que pertany a la família aizoàcia. És originària de Sud-àfrica.

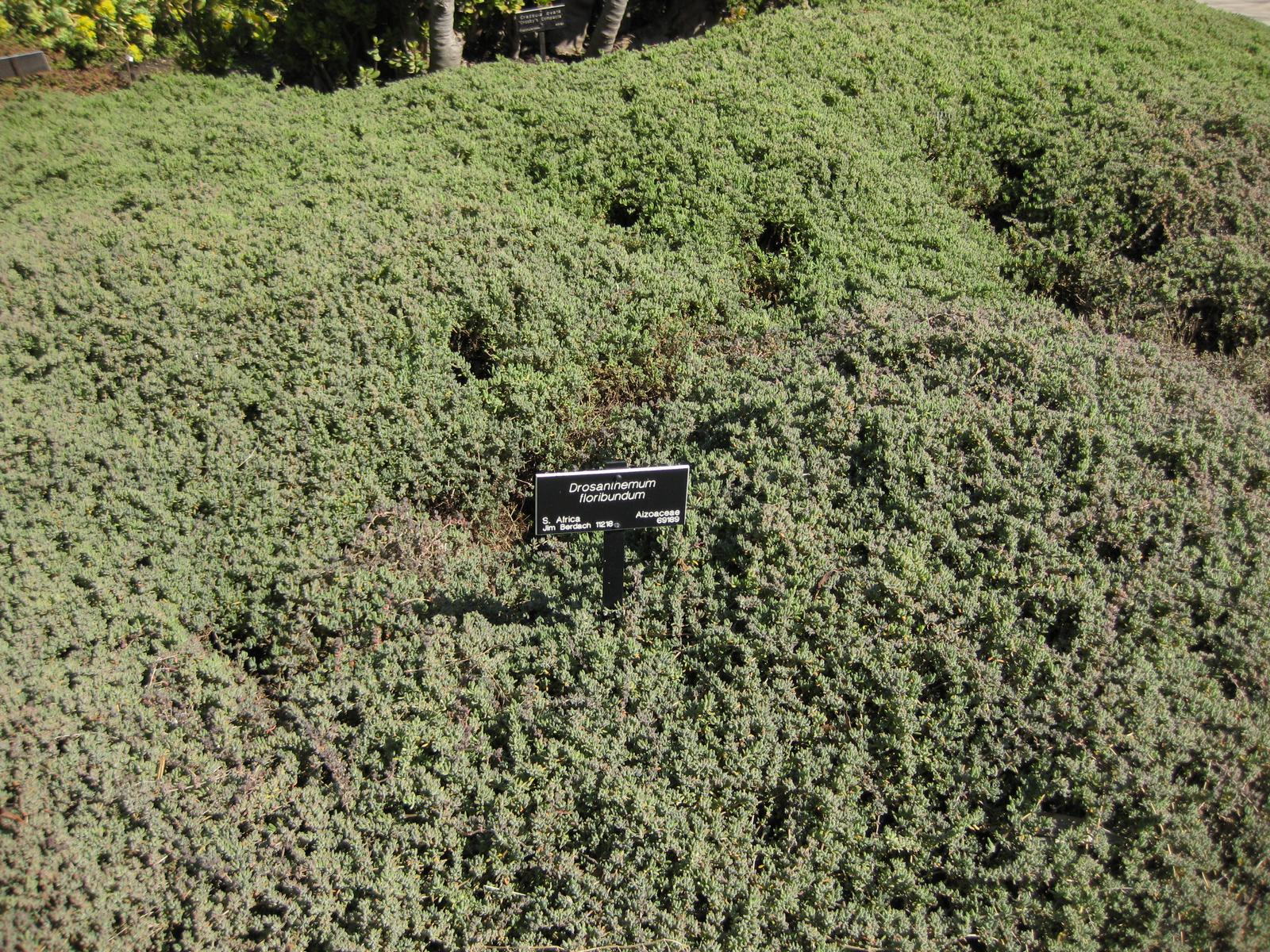
Vista de la planta

## Descripció
És una petita planta suculenta perennifòlia que arriba a fer 30 cm d'alt i a Sud-àfrica viu en altituds d'entre 20 - 100 metres.

## Taxonomia
Drosanthemum floribundum va ser descrit per (Haw.) Schwantes i publicat en Zeitschrift für Sukkulentenkunde. Berlín 3: 29. 1927.
Etimologia
Floribundum n'és l'epítet específic, que en llatí significa 'amb moltes flors'.

## Sinònims
- Drosanthemum candens (Haw.) Schwantes
- Mesembryanthemum candens Haw.
- Mesembryanthemum floribundum Haw.
- Mesembryanthemum hispidum var. pallidum Haw.
- Mesembryanthemum torquatum Haw.[3][4]